# Xiphidiopsis platycerca
Xiphidiopsis platycerca är en insektsart som beskrevs av Bei-bienko 1962. Xiphidiopsis platycerca ingår i släktet Xiphidiopsis och familjen vårtbitare. Inga underarter finns listade i Catalogue of Life.